# Gomphandra pallida
Gomphandra pallida är en järneksväxtart som beskrevs av Herman Otto Sleumer. Gomphandra pallida ingår i släktet Gomphandra och familjen Stemonuraceae. Inga underarter finns listade i Catalogue of Life.